# Trifolium brandegei
Trifolium brandegei är en ärtväxtart som beskrevs av Sereno Watson. Trifolium brandegei ingår i släktet klövrar, och familjen ärtväxter. Inga underarter finns listade i Catalogue of Life.